# Rifugio Terzo Alpini
Il rifugio Terzo Alpini è un rifugio situato nella Valle Stretta nel comune di Névache a 1.780 m s.l.m..
Il rifugio non è lontano dal comune italiano di Bardonecchia, in val di Susa.

## Storia
Il rifugio in origine era situato a monte dell'attuale collocazione, ma, distrutto da un incendio è stato ricostruito nel 1930 nel luogo ove si trova. Nel corso degli anni è stato modificato più volte, l'ultima nel 1996, portandolo alle condizioni attuali.
È stato di proprietà del Club Alpino Italiano (CAI) fino al 1947.
In seguito alla cessione alla Francia di buona parte della Valle Stretta, il rifugio è passato di proprietà del Club Alpino Francese (CAF). Nel 1970, pur essendo in territorio francese, è ritornato di proprietà del CAI.
Nel 2006 il rifugio è stato ceduto a privati. Attualmente è gestito dalla famiglia Novo e mantiene una convenzione con il CAI.

## Caratteristiche e informazioni
Il rifugio è aperto tutti i week-end dell'anno e in estate senza interruzione. In primavera resta aperto per lo scialpinismo.
Accanto al rifugio è situato un secondo rifugio: rifugio I Re Magi.

## Accesso
Il rifugio, durante il periodo estivo, è raggiungibile in auto. Dall'Italia si parte da Bardonecchia e si percorre la valle Stretta; dalla Francia si parte da Névache, si attraversa il colle della Scala e si percorre la parte alta della valle Stretta. Durante il periodo invernale il rifugio è raggiungibile solamente a piedi e/o con gli sci da fondo.

## Ascensioni
- Monte Thabor - 3.178  m
- Rocca Gran Tempesta - 3.002  m
- Guglia Rossa - 2.545 m.

## Traversate
- Rifugio del Monte Thabor